# Univerza v Tübingenu
Univerza Eberharda Karla v Tübingenu (nemško Eberhard Karls Universität Tübingen) šteje med najstarejše evropske univerze. Ustanovljena je bila leta 1477 po odloku grofa Eberharda. Danes je razdeljena na sedem fakultet s približno 30 različnimi področji študija. V zimskem semestru 2012/13 je vpisanih približno 27.000 študentov, ki predstavljajo skoraj tretjino prebivalstva in tako narekujejo tempo življenja v tem mestu, ki leži 40 km južno od Stuttgarta. Univerza je del Nemške visokošolske ekselenčne iniciative in s tem spada med t. i. elitne univerze.

## Zgodovina
Ključno vlogo pri ustanovitvi je imela Mechthild von der Pfalz, mati vojvode Eberharda I. in nadvojvodinja Avstrije. Mechthild, ki je od leta 1463 prebivala v bližnjem Rottenburgu je spodbudila selitev redovnikov iz Sindelfingna v Tübingen, tedaj največje in najvplivnejše mesto v južnem delu Würtemberga. Papež Sikst IV. je z odobritvijo selitve leta 1476 dal podlago za ambicioznejše načrte. Mechthild, ki je že pripomogla pri ustanavljanju freiburške univerze, je za projekt ustanovitve univerze v Tübingenu angažirala lastnega sina. Pomembno vlogo pri ustanavljanju je imel tudi Eberhardov zaupnik Johannes Nauclerus, ki je bil prvi rektor in kasneje dolgoletni kancler univerze. Tedanji Eberhardov slogan "Attempto!" (latinsko za upati/drzniti si) je še dandanes moto univerze.
Po uradni razglasitvi ustanovitve 11. marca 1477, sta bila v zelo kratkem času v bližini Neckarja zgrajeni dve skeletni poslopji (današnja Münzgasse 22–26), tako da so se lahko prva predavanja začela že oktobra istega leta. Nadaljnja gradnja univerze se je v sledečih letih hitro nadaljevala in že leta 1482 so bile dokončane vse potrebne univerzitetne stavbe, zato selitev univerze v Stuttgart v luči ponovne združitve Württemberga (glej Münsinška pogodba) s katero je ta postal nova prestolnica ter Eberhardova rezidenca ni bila več aktualna.
Današnje ime je univerza dobila leta 1769, ko je tedanji württemberški vojvoda Karl Eugen poleg imena ustanovitelja v naziv univerze dodal še svoje ime. Pred tem se je leta 1767 razglasil za t. i. večnega rektorja (rector perpetuus) in tako prevzel vodenje univerze do svoje smrti leta 1793. Kljub temu pa je z ustanovitvijo Višje Karlove šole v Stuttgartu povzročil eno največjih groženj obstoju univerze.
Univerza v Tübingenu ima bogato zgodovino inovativnega mišljenja, še posebej v teologiji po kateri je univerza znana še danes. Za to je zaslužen predvsem Philipp Melanchthon (1497-1560), ena glavnih osebnosti nemške reformacije in pobudnikov izoblikovanja nemškega šolskega sistema. Med uglednimi študenti in profesorji tako najdemo Keplerja, več nemških predsednikov ter nekdanjega papeža Benedikta XVI.. Oznaka tübingenški trije se nanaša na pomembnega nemškega pesnika Hörderlina, ter vplivna filozofa Hegla ter Schellinga, ki so v študentskih letih sostanovali v Tübingenu. 
Leta 1805 je bila v Alte Burse, leta 1478 zgrajeni in najstarejši univerzitetni stavbi, ki je še danes v uporabi, urejena prva univerzitetna klinika. Poleg štirih fakultet ustanoviteljic sta bila leta 1817 ustanovljeni še Katoliška teološka in Ekonomska fakulteta. Leta 1863 je univerza pridobila še prvo samostojno naravoslovno fakulteto v Nemčiji, na kateri je leta 1868 Friedrich Miescher kot prvi odkril DNK. S tem je poleg naukov poeta Uhlanda ter protestantskega teologa Baura, katerih prepričanja so postala znana kot »tübingenška šola«, ki je začela z zgodovinsko analizo svetopisemskih besedil, pristopom danes znanim kot zgodovinski kriticizem univerza dosegla višek svojega vpliva in prepoznavnosti.
Univerza je med drugim imela veliko vlogo v prizadevanjih za "znanstveno" legitimacijo politike Tretjega rajha. Še pred zmago nacistov na splošnih volitvah marca 1933 skoraj ni bilo več judovskih učiteljev ali študentov. Kasnejši Nobelov nagrajenec za fiziko Hans Albrecht Bethe je bil odpuščen aprila 1933, matematik Erich Kamke pa predčasno upokojen v letu 1937, verjetno v obeh primerih zaradi nearijskega porekla njunih soprog. Na kliniki so sterilizirali najmanj 1158 ljudi.
Po vojni je bila univerza razdeljena na 14 fakultet, ki so bile leta 2010 ponovno združene v sedem velikih naddisciplinarnih fakultet.
Leta 2005 je bila na pobudo univerze ustanovljena Višješolska regije Tübingen-Hohenheim, v katero je povezane še Univerza v Hohenheimu ter 4 višje šole. Novembra 2009 je skupina študentov za več dni zasedla eno glavnih predavalnic v sklopu medijsko odmevnih protestov proti uvedbi šolnin, saj bi morala biti izobrazba dostopna vsakomur. Šolnine so bile z zimskim semestrom 2012/13 ponovno ukinjene.

## Organizacija
Univerza je razdeljena na 7 fakultet:
- Evangeličanska teološka fakulteta
- Katoliška teološka fakulteta
- Pravna fakulteta
- Medicinska fakulteta
- Filozofska fakulteta
- Ekonomska in družboslovna fakulteta
- Matematična in naravoslovna fakulteta

Medtem ko se večina predavanj izvaja v starem delu mesta v dolini, se naravoslovni inštituti skupaj z botaničnimi vrtovi, lastno menzo ter nekaterimi klinikami nahaja v severnem predelu mesta na vzpetini poimenovani Auf der Morgenstelle.
Znotraj univerze delujejo še:
- Univerzitetna knjižnica
- Univerzitetna klinika
- Jezikovni center
- Univerzitetni muzej
- Geološka učna pot Kirnberg
- Studentenwerk Tübingen-Hohenheim (študentska podporna organizacija)

## Raziskave
Univerza v Tübingenu ima široko paleto raziskovalnih projektov na različnih področjih. Najvidnejši med njimi so se med naravoslovja; Hertie Inštitut za klinično raziskovanje možganov se na primer osredotoča na splošno, kognitivno in celično nevrologijo ter nevrodegeneracije. Center za interdisciplinarne klinične raziskave se ukvarja s celično biologijo v diagnostiki in terapijo bolezni organskih sistemov. Poleg tega ima univerza edino katedro za retoriko v Nemčiji.

## Mednarodno sodelovanje
Univerza je bila leta 2010 ustanovna članica univerzitetnega omrežja Matariki, v katerem sodeluje še Dartmouth College (ZDA), Univerza Durham (VB), Queen’s University (Kanada), Univerza v Otagu (Nova Zelandija), Univerza Zahodne Avstralije (Avstralija) ter Univerza v Uppsali (Švedska).
Študenti na mednarodnih izmenjavah (Erasmus, ...) predstavljajo več kot 10% vpisanih.

## Znani alumni
- Friedrich Hölderlin, pesnik
- Georg Wilhelm Friedrich Hegel, filozof
- Friedrich Miescher, odkril DNK
- Johannes Kepler, astronom
- Wilhelm Schickard, prvi mehanski računalnik
- Manfred Korfmann, glavni nadzornik pri izkopavanju Troje
- Jurij Dalmatin, prevod Biblije v slovenščino
- papež Benedikt XVI.
- Roman Herzog, nemški predsednik (1994–1999)

### Nobelovci
- William Ramsay (Nobelov nagrajenec za kemijo 1904)
- Eduard Buchner (Nobelov nagrajenec za kemijo 1907)
- Karl Ferdinand Braun (Nobelov nagrajenec za fiziko 1909)
- Adolf Butenandt (Nobelov nagrajenec za kemijo 1939)
- Albert Schweitzer (Nobelov nagrajenec za mir 1952)
- Georg Wittig (Nobelov nagrajenec za kemijo 1979)
- Hartmut Michel (Nobelov nagrajenec za kemijo 1988)
- Bert Sakmann (Nobelov nagrajenec za fiziologijo ali medicino 1991)
- Christiane Nüsslein-Volhard (Nobelova nagrajenka za fiziologijo ali medicino 1995)
- Günter Blobel (Nobelov nagrajenec za fiziologijo ali medicino 1999)